# حارة الاكمة (صنعاء)
حارة الاكمة هي إحدى حارات حي صافية طامش بضواحي الأمانة مديرية سنحان وبني بهلول، بلغ تعداد سكانها 284 نسمة حسب تعداد اليمن لعام 2004.